# هارفي هيكس
هارفي هيكس هو سياسي كندي، ولد في 2 يونيو 1865، وتوفي في 17 فبراير 1940.